# El Porvenir Castellano
El Porvenir Castellano fue un bisemanario (lunes y jueves) empezado a publicar en 1912, de la ciudad de Soria, dirigido por José María Palacio y administrado por Marcelo Reglero Pérez, en cuyo impulso tuvo mucho que ver el poeta amigo Antonio Machado. El último número recogido en la Biblioteca Virtual de Prensa Histórica corresponde a 1934.
Comenzó su andadura con una tirada de sólo 500 ejemplares. Entre sus primeras iniciativas, destaca una interesante encuesta. "Es nuestro propósito -aclaraban- consultar a aquellos elementos más significativos de la opinión pública [soriana], acerca de temas que consideremos más pertinentes para el mejor desenvolvimiento de la riqueza de este país, para su mayor progreso, o para el más intenso desarrollo de su cultura». Y por sus páginas, en días sucesivos, opinaron personajes diversos. Sintetizaré el parecer de los cinco primeros. Para el Vizconde de Eza eran imprescindibles las dos grandes vías de ferrocarril: Burgos a Calatayud y de Torralba a Castejón. «Soy de los que creen que sin vías de comunicación ho hay nada y que con ellas lo hay todo", advirtió. Un tal L. A. consideraba claves la ganadería y la agricultura. Ruperto Lobo, Catedrático en Salamanca, abundaba en los ferrocarriles, "pues careciendo de ellos no pueden implantarse industrias". Para Manuel Hilario Ayuso «es bueno pensar en lo que llamo nuestras tres políticas redentoras, a saber: pedagogía, forestal y agraria». Y Mariano Iñiguez entendía que "el mejor porvenir debe ser el bienestar y la relativa felicidad de este mundo". 